# Livius macrospinus
Livius macrospinus is een spinnensoort uit de familie Macrobunidae. De wetenschappelijke naam van de soort werd voor het eerst geldig gepubliceerd in 1967 door Roth.